# Ateme
 (mai 2025).
L'article doit être relu — et modifié si nécessaire — par des contributeurs indépendants pour apporter un regard critique aux contributions effectuées en violation des conditions d'utilisation de Wikipédia, tant sur la forme (notamment concernant le style encyclopédique, la proportionnalité) que sur le fond (la neutralité de point de vue, la qualité et l'indépendance des sources).
(Politique pour les contributions rémunérées | Comprendre le dépubage | En discuter)
Ateme S.A. est une entreprise multinationale spécialisée dans la compression, le CDN/Streaming, l'enregistrement dans le cloud et la publicité. Elle développe des logiciels de compression vidéo basés sur les principaux standards : MPEG2, H.264/AVC, H.265/HEVC, AV1 et H.266/VVC (Versatile Video Coding). Les solutions d'Ateme incluent également des capacités de packaging avec des sorties MPEG2-TS, HLS et DASH. Leurs solutions sont utilisées par les fournisseurs de contenu, les diffuseurs, les MPVD et les fournisseurs de streaming pour la diffusion et la monétisation sur les réseaux de contribution, distribution et câble/satellite/IPTV/terrestre/OTT.

## Histoire
Fondée en 1991, Ateme compte 580 employés répartis dans son siège social en France et 20 bureaux dans le monde dont les États Unis, le Brésil, l’Argentine, le Royaume-Uni, l’Espagne, l’Allemagne, les Émirats Arabes Unis, Singapour, la Chine, la Corée et l’Australie. La société dispose également d'un réseau de revendeurs mondial et opère à l'international avec des clients dans plus de 60 pays.
Ateme est membre d'associations de diffusion telles que DVB, SMPTE, NAB, SVG, VIDTRANS, iabm, ABU, WTA, SSPI. Ateme maintient une présence globale à travers les fournisseurs de contenu et de services, les diffuseurs, et les plateformes vidéo. Ateme expose dans des salons professionnels mondiaux tels que l'IBC et le NAB Show.
Ils travaillent à rendre le streaming en ligne plus écologique par l'introduction de nouveaux codecs et des solutions utilisant l'analyse et l'intelligence artificielle. Leurs technologies réduisent les besoins en bande passante et en infrastructures pour la diffusion et le streaming de contenu sur tout type d'écran et de réseau. Cette réduction contribue à diminuer l'impact environnemental de la diffusion vidéo sur la consommation énergétique mondiale.

## Produits
- TITAN : Origination, acquisition et compression des vidéos.
- KYRION : Codage/décodage haute qualité et ultra-faible latence.
- NEA : Origination, packaging, stockage, analyse et CDN.
- PILOT : Gestion, opérations et déploiement.
- Ateme + : Compression et traitement vidéo, SaaS basés sur le cloud.

Le portefeuille d'Ateme fonctionne sur tout type d'infrastructure : appareil bare metal, centre de données privé ou hyperscalers hors site, y compris AWS, GCP, Azure ou Akamai.

## Activités
Tirant parti d’une équipe R&D unique dans le secteur de la vidéo, Ateme développe des solutions qui rendent possible des services de télévision durables, améliorent la qualité de l’expérience des utilisateurs finaux, optimisent le coût total d’acquisition des services TV / VOD et génèrent de nouvelles sources de revenus basées sur la personnalisation et l’insertion de publicité. Au-delà de l’agilité technologique, la proposition de valeur d’Ateme est de s’associer à ses clients en leur offrant une grande flexibilité dans les modèles d’engagement et d’affaires correspondant à leurs priorités financières. Une conséquence est un passage rapide aux revenus récurrents, renforçant la résilience de l’entreprise et créant de la valeur à long terme pour les actionnaires.
Ateme est cotée sur le marché Euronext de Paris depuis 2014 et a fait l’acquisition en novembre 2020 d’Anevia, fournisseur de solutions logicielles OTT et IPTV. En 2023, Ateme a servi près de 1 000 clients dans le monde avec un chiffre d’affaires de 100 millions d’euros, dont plus de 90% en dehors de son marché domestique.
Les clients d'Ateme incluent diverses entreprises mondiales de diffusion et OTT, telles que EBU, Proximus, Telefónica, NBC Sports, Encompass, Globo, Sky, Orange, TV Azteca, RTL Group, TotalPlay, FOX Sports, AMC Networks, CRA, France Télévisions, FPT Telecom, Esporte Interativo et Globecast.

## Prix & Récompenses
- 2024 : Google Cloud Partner Awards
- 2023 : BroadcastPro ME Manufacturer Awards pour sa solution DAI à faible latence
- 2023 : Streaming Media Readers' Choice Awards pour sa solution d'encodage/transcodage dans le cloud
- 2022 : IABM BaM Awards® pour sa solution de streaming 5G
- 2021 : CSI Awards pour sa solution Green Delivery
- 2021 : European Readers' Choice Awards pour son NEA-Live JIT Packager à faible latence
- 2020 : 72ème édition annuelle des Technology & Engineering Emmy® Awards, décernée par la National Academy of Television Arts & Sciences (NATAS), dans trois catégories :
  - Développement de métriques perceptuelles pour l'optimisation de l'encodage vidéo
  - Optimisation de la compression vidéo par intelligence artificielle
  - Développement de technologies de compression optimisées pour le traitement massif

## Projets collaboratifs

### Projet: TITAN Edge
- avec l’aide du Conseil régional d’Ile de France et de l’Union européenne,
- vise à devenir une solution technologique distruptive pour les liens de distribution vidéo,
- cofinancé par le fonds européen de développement régional.

### Projet: 3EMS (Energy Efficient Enhanced Media Streaming)
- financé par la Région Bretagne, cofinancé par le Fonds Européen de Développement Régional (FEDER)[10],
- a pour l'objectif de réduction du trafic vidéo et de la consommation d'énergie tout en limitant la congestion du réseau.

### Projet: 3EMS2
- dans le cadre du « Programme FEDER-FSE + Bretagne 2021-2027 », fait suite au projet 3EMS[11],
- cofinancé par le Fonds Européen de Développement Régional (FEDER), la Région Bretagne, et Rennes Métropole,
- a pour l'objectif de réduction de l’impact énergétique des services vidéo et accompagner la transition énergétique.

### Projet: NESTED (New vidEo STandards for Enhanced Delivery)
- porte sur le développement d’une solution de streaming vidéo à empreinte énergétique maîtrisée[12],
- cofinancé par la Région Bretagne, et Rennes Métropole.

### Projet: SimpleRAN
- a pour objectif le développement des réseaux mobiles virtualisés (vRAN) pour la 5G/6G en s’appuyant sur une architecture répartie minimaliste,
- répond à l’appel à manifestation d’intérêt « Solutions souveraines pour les réseaux de télécommunication »
- co-financé par le gouvernement dans le cadre de France 2030, et par l’Union européenne - Next Generation EU dans le cadre du plan France Relance.

### Projet: MERCI (Media and Event production via Resilient Communication on IoT Infrastructure)
- a pour objectif le développement de solutions innovantes sur réseaux 5G basées sur la technologie DECT-2020-NR[13],
- répond à l’appel à projets conjoints entre la France et l’Allemagne pour des projets sur les réseaux privés 5G pour l’industrie de France 2023,
- co-financé par l’État dans le cadre de France 2030, et par l’Union européenne - Next Generation EU dans le cadre du plan France Relance.

### Projet: Hyper Open X
- a pour objectif le développement d’un framework (ensemble cohérent de composants logiciels) totalement open source,
- répond à l’appel à manifestation d’intérêts (AMI) “Développement et renforcement de la filière française et européenne du Cloud",
- co-financé par l’État dans le cadre de France 2030, et par l’Union européenne - Next Generation EU dans le cadre du plan France Relance.

## Affaires judiciaires

### Affaire Ateme contre Quortex
Ateme a accusé Quortex de parasitisme et de concurrence déloyale, et a présenté une demande de saisie dans les locaux de Quortex devant le tribunal de commerce de Rennes. Cette saisie a été rejetée le 24 janvier 2019 par le président du tribunal, avant d'être acceptée par la cour d'appel le 2 juillet 2019.
La saisie ordonnée par la cour d’appel de Rennes a été effectuée dans les locaux de Quortex par un huissier de justice accompagné des forces de l’ordre en date du 5 septembre 2019 et les documents saisis ont été mis sous scellés .
Quortex a ensuite évoqué le secret des affaires et obtenu du tribunal de commerce de ne pas remettre à Ateme les documents sous scellés, avant que cette décision ne soit contredite par la cour d'appel de Rennes (décision du 13 octobre 2020) qui constate :  « Ces éléments peuvent laisser penser, de la part de la société Quortex, à des opérations de débauchage ou de dénigrement incitant des salariés à quitter la société Ateme. …/… La rapidité de la mise en place de cette offre et ces similitudes peuvent laisser penser à une exploitation directe de documents de la société Ateme par la société Quortex. ».
La cour d’appel ne retiendra que le retrait (décision du 13 octobre 2020) ou l’occultation (arrêt du 26 avril 20225) d’une partie des documents saisis.[réf. nécessaire]
L'affaire ne semble pas résolue à ce jour, alors que la société Quortex a été rachetée en juillet 2022 par le groupe Synamedia.